# Jubal Early
Jubal Anderson Early (Franklin County, Virginia, 3 november 1816 – Lynchburg, 2 maart 1894) was een advocaat, politicus en Amerikaans militair. Tijdens de Amerikaanse Burgeroorlog vocht hij voor de Geconfedereerde Staten van Amerika. Hij kreeg zijn opleiding aan de United States Military Academy in West Point. Na de Tweede Seminole oorlog nam hij ontslag uit het leger. Hij nam opnieuw dienst voor de Mexicaans-Amerikaanse Oorlog en nam opnieuw ontslag na het einde van deze oorlog. In beide gevallen was dit om een politieke en juridische loopbaan uit te bouwen. Bij het uitbreken van de Amerikaanse Burgeroorlog nam hij dienst in het Confederate States Army. Hij vocht tijdens de volledige oorlog aan het oostelijke front. Hij had het bevel over een divisie onder generaal-majoor Stonewall Jackson en generaal-majoor Richard S. Ewell. Later zou hij een eigen korps toevertrouwd krijgen.
Hij speelde de sleutelrol in de Zuidelijke verdediging van de Shenandoahvallei tijdens de Veldtochten in de Shenandoahvallei in 1864. Hij voerde gedurfde raids uit naar Washington D.C. en rukte op tot in York in Pennsylvania. Hij werd uiteindelijk  verdreven door de tegenaanvallen van generaal-majoor Philip Sheridan waarbij hij de helft van de manschappen verloor. Na de oorlog vluchtte Early naar Mexico, Cuba en Canada. Toen hij terugkeerde naar de Verenigde Staten bleef hij een grote aanhanger van de Zuidelijke zaak. Hij was stichtend lid van de Lost Cause of the Confederacy en de Southern Historical Society.

## Zijn vroege jaren en zijn familie

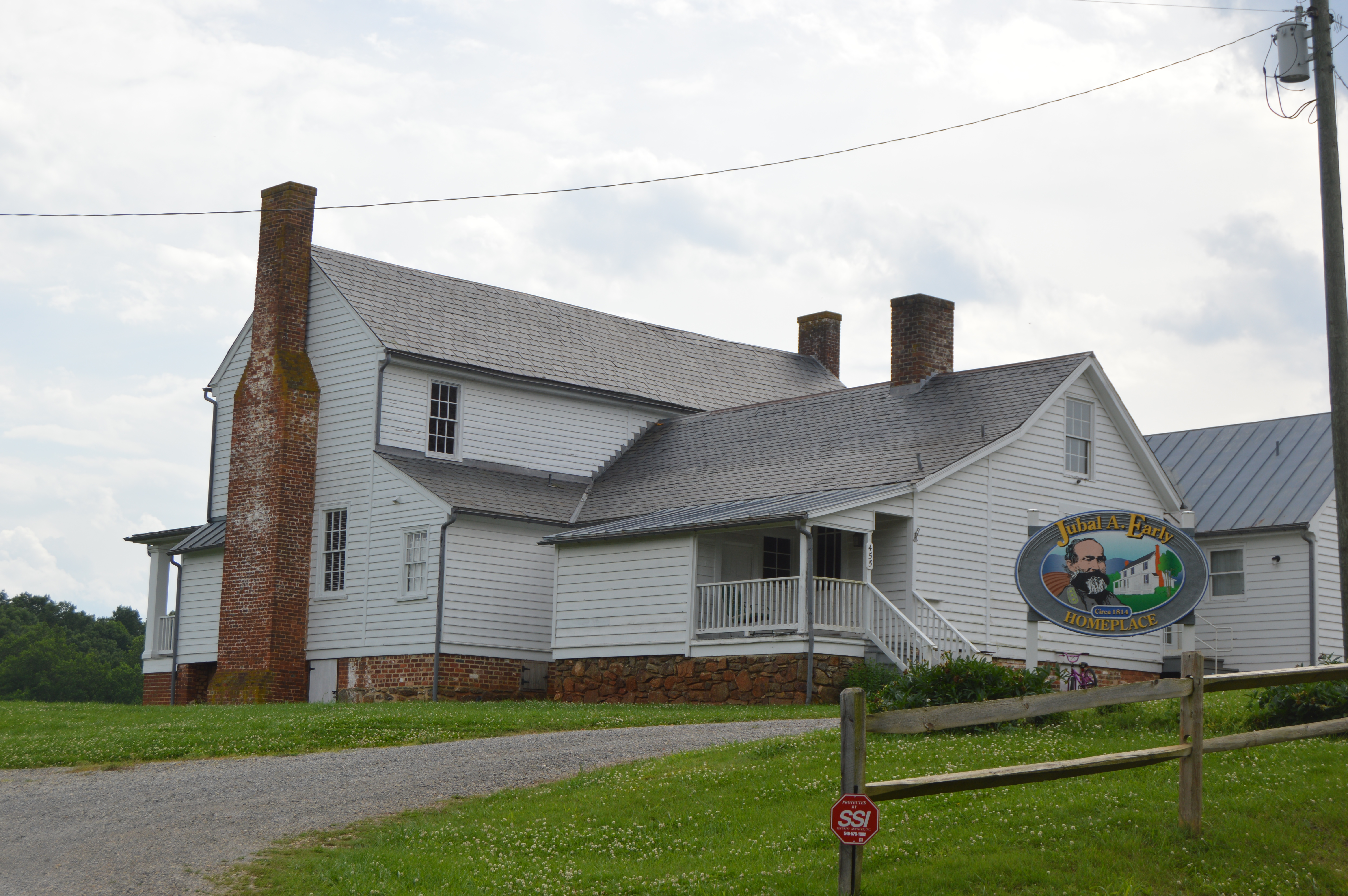
Zijn geboortehuis in het noordoosten van Franklin County

Early werd geboren op 3 november 1816 in de Red Valley in het noordoosten van  Franklin County, Virginia. Hij was het derde van tien kinderen van Ruth Hairston (1794-1832) en Joab Early (1791-1870). Zijn familie behoorde tot de Eerste families van Virginia. Zijn overgrootvader, kolonel Jeremiah Early (1730-1779) kocht samen met zijn schoonzoon kolonel James Calloway een smeltoven in Rocky Mount (het latere Franklin County). Kort daarna overleed kolonel Early en liet hij zijn erfenis na aan zijn zonen Joseph, John en Jubal Early (de grootvader van Jubal A. Early). Enkel John Early zou een lang en welvarend leven leiden. Hij verkocht de smeltoven en investeerde in de plantage van zijn schoonvader in Albemarle County in Virginia. Jubal Early, waarna baby Jubal zou vernoemd worden, stierf enkele jaren na zijn huwelijk. Zijn zonen Joab (vader van) en Henry zouden beide een politieke loopbaan hebben.
Joab Early huwde met Ruth Hariston. Tussen 1824 en 1826 was hij lid van het Virginia House of Delegates. Hij diende ook in de lokale militie en was sheriff van Franklin County. Ondertussen beheerde hij zijn uitgebreide tabaksplantage waar verschillende slaven werkzaam waren. Hun oudste zoon, Samuel Henry Early (1813-1874) werd een belangrijke producent van zout in de Kanawhavallei en diende later in het Confederate States Army. Samuel huwde met Henrian Cablell (1822-1890). Hun dochter; Ruth Early (1849-1928) zou later een bekende auteur worden.  De jongere broer van Jubal Early (1818-1882) zou ook dienen in het Zuidelijke leger en verhuisde later naar Missouri.
Jubal Early volgde les aan verschillende private scholen in Franklin County en ging later naar middelbare scholen in Lynchburg en Danville. Hij werd erg aangegrepen door het overlijden van zijn moeder in 1832. Het jaar daarop slaagden zijn vader en congreslid Nathaniel Claiborne erin om Early een plaats te geven aan de United States Military Academy in West Point. Ze benadrukten Early’s aanleg voor wetenschappen en wiskunde. Hij was de eerste jongen uit Franklin County die toegelaten werd tot de prestigieuze academie. Early studeerde af in 1837 als 18de uit een klas van 50.  Tijdens zijn studententijd kwam hij in aanvaring met Lewis A. Armistead die een bord op zijn hoofd sloeg. Dit leidde tot het vervroegd vertrek van Armistead. Later zou hij ook toetreden tot het Zuidelijke leger. Andere toekomstige generaals in de klas van 1837 waren Joseph Hooker, John Sedgwick en William H. French die voor de Noordelijken zouden vechten en Braxton Bragg, John C. Pemberton, Arnold Elzey en William H. T. Walker. Ook zou hij tijdens zijn opleiding in West Point kennis maken met P.G.T. Beauregard, Richard Ewell, Edward "Allegheny" Johnson, Irwin McDowell en George Meade.

## Vroege juridische, politieke en militaire loopbaan
Na zijn studies in West Point kreeg Early een commissie als Tweede luitenant bij het 3rd U.S. Artillery regiment. Hij werd naar Florida gestuurd om te vechten tegen de Seminole. Tot zijn grote teleurstelling speelde hij geen actieve rol in deze oorlog. Zijn oudere broer Samuel gaf hem de raad om zijn diensttijd te voltooien en daarna terug te keren naar een burgerlijk bestaan. Early nam in 1838 ontslag. Later zei hij dat hij misschien geen ontslag zou genomen hebben mocht de brief met zijn bevordering hem eerder bereikt hebben.
Early studeerde daarna rechten bij Norborne M. Taliaferro en werd in 1840 toegelaten tot de balie in Virginia. In 1841 werd hij verkozen voor de termijn van 1 jaar in het Virginia House of Delegates. Hij was een Whig. Een herindeling van verkiezingdistricten zorgde ervoor dat Franklin County een kleiner kiezerspubliek had. Zijn mentor Norborne M. Taliaferro die opkwam voor de Democratische partij, werd zijn opvolger en zou herverkozen worden tot in 1854.  Early zou dan weer de plaats innemen van Talliaferro als openbaar aanklager in Franklin en Floyd County tot in 1852.
Toen de Mexicaans-Amerikaanse Oorlog uitbrak nam Early opnieuw dienst in het leger. Hij kreeg de rang van majoor in het 1st Virginia Volunteers Regiment. Hoewel zijn regiment te laat arriveerde om veel actie te zien, diende Early in 1847 en 1848 in het leger voornamelijk in logistieke functies. Hij werd ook benoemd tot inspecteur-generaal in de staf van kolonel John F. Hamtramck en luitenant-kolonel Thomas B. Randolph. Ook zou hij het tijdelijk bestuur van Monterrey op zich nemen. Hij ontmoette kolonel Jefferson Davis van de 1st Mississippi Volunteers. Tijdens de winter kreeg hij ernstige aanvallen van artritis, iets waar hij de rest van zijn leven problemen zou mee hebben. Hij werd zelfs op ziekteverlof gestuurd ten gevolge van deze aanvallen.
Toen de oorlog gewonnen was, keerde Early terug en werd hij opnieuw advocaat. Hij pleitte voornamelijk echtscheidingszaken en rechtszaken in verband met slaven. Uit de census van 1850 en 1860 blijkt dat hij geen eigendom had en voornamelijk in tavernes of hotels woonde, zoals veel advocaten en handelaren in zijn tijd. Early had een relatie met Julia McNealy die hem vier kinderen schonk. Allemaal werden ze erkend door Early. In 1871 zou ze huwen met een andere man.
Early stelde zich verkiesbaar voor de Virginia Constitutional Convention van 1850 maar werd niet verkozen. Samen met Peter Saunders, een kleine landeigenaar, werden ze wel verkozen als afgevaardigden voor de Virginia Secession Convention van 1861. Early was een sterke voorstander voor het behouden van de unie. Hij was ervan overtuigd dat er via een degelijk compromis een oplossing zou gevonden worden voor het houden van slaven. Tijdens de twee stemrondes stemde Early tegen de afscheiding van de Unie.

## De Amerikaanse Burgeroorlog
Toen president Abraham Lincoln 75.000 vrijwilligers onder de wapens riep om de Zuidelijke opstand neer te slaan, was Early woest. Toen Virginia zich officieel had afgescheurd van de Unie nam Early dienst om te vechten tegen het Noordelijke leger. Hij kreeg een benoeming als brigadegeneraal in de militie van Virginia. Hij werd naar Lynchburg gestuurd om drie regimenten te rekruteren. Hij nam het bevel op zich van één van deze drie regimenten. Op 19 juni 1861 werd Early benoemd tot kolonel in het Confederate States Army en bevelhebber van het 24th Virginia Infantry waarin ook zijn neef Jack Hairston diende. 
Na de Eerste Slag bij Bull Run in juli 1861 werd Early bevorderd tot brigadegeneraal na zijn doortastend optreden bij Blackburn’s Ford.
Generaal Robert E. Lee, bevelhebber van het Army of Northern Virginia, noemde Early zijn "Bad Old Man" wegens zijn temperamentvol karakter en zijn gewoonte om veelvuldig te vloeken. Early werd gewaardeerd voor zijn agressieve manier van vechten. Hij kon zijn eenheden aanvoeren op een onafhankelijke en efficiënte manier. Zijn soldaten gaven hem de bijnaam "Old Jube" of "Old Jubilee". Old verwees naar zijn licht gebogen voorkomen die hij had door zijn reumatische aanvallen. Zijn ondergeschikten hadden vaak te maken met Early’s klachten en opmerkingen over de kleinste details, maar hij kon geen kritiek verdragen van onderaf.

### Diensttijd onder Stonewall Jackson
In mei 1862 begonnen de Noordelijken met hun offensief in de Schiereilandveldtocht. Op 5 mei voerde Early een aanval uit op twee Noordelijke artilleriestellingen. Hij had geen verkenning laten uitvoeren en moest door een moeras en tarweveld oprukken om de Noordelijke stellingen te veroveren. Deze aanval, wat later de Slag bij Williamsburg zou gaan heten, mislukte volledig. Zijn 22-jarige neef Jack Hairston sneuvelde. De 24th Virginia verloor 180 gesneuvelden, gewonden en vermisten. Early zelf raakte gewond aan zijn schouder. Pas op 6 juni, bij het begin van de Zevendagenslag, was Early voldoende hersteld om zich opnieuw aan het front te melden. Zijn brigade bestond niet langer. Door het hoge aantal slachtoffers na de aanval bij Williamsburg waren de resterende soldaten verdeeld over ander eenheden. Early kreeg niet onmiddellijk een nieuw commando. Volgens generaal Lee waren er voorlopig geen plaatsen vacant. Het zou nog tot 1 juli duren, net voor de Slag bij Malvern Hill, dat Early een nieuw commando kreeg. Hij verving brigadegeneraal Arnold Elzey die bij de Slag bij Gaines' Mill gewond was geraakt.
Tijdens de rest van 1862 maakten de eenheden van Early deel uit van het Second Corps van het Army of Northern Virginia onder generaal-majoor Stonewall Jackson. Tijdens de Veldtocht in noordelijk Virginia was generaal-majoor Richard S. Ewell zijn bevelhebber. Na de Slag bij Cedar Mountain kreeg hij lof van zijn overste. En tijdens de Tweede Slag bij Bull Run arriveerden zijn eenheden net op tijd om de linkervleugel van Jackson te versterken die onder leiding stond van generaal-majoor A.P. Hill.
Tijdens de Slag bij Antietam op 17 september 1862 raakte zijn bevelhebber Alexander Lawton gewond waarop Early zijn plaats innam en de verantwoordelijkheid kreeg over een divisie. Generaal-majoor Ewell was al eerder uitgevallen nadat hij gewond raakte bij de tweede slag bij Bull Run. Uiteindelijk zou Ewell zijn been verliezen. Bij Fredericksburg kon Early’s divisie een nederlaag voorkomen doordat hij een tegenaanval uitvoerde op de Noordelijke divisie van generaal-majoor George Meade. Als dank voor deze prestatie werd Early bevestigd in zijn commando over een divisie en werd hij op 17 januari 1863 bevorderd tot generaal-majoor.
Toen de gevechten rond Chancellorsville begonnen op 1 mei 1863 gaf Lee het bevel aan Early om met 9.000 soldaten Fredericksburg te verdedigen. Early stelde zijn soldaten op langs de Marye's Heights en diende een vier keer grotere aanvalsmacht onder leiding van de Noordelijke generaal John Sedgwick te weerstaan. Early slaagde in zijn opzet en kon Sedgwick vastpinnen terwijl Lee en Jackson de andere Noordelijke eenheden aanvielen. Deze slag zou bekend worden als de Tweede Slag bij Fredericksburg. Na de slag werd er via kranten een persoonlijke ruzie uitgevochten tussen Early en brigadegeneraal William Barksdale die een divisie leidde van generaal-majoor Lafayette Mclaws First Corps. Lee kwam tussenbeide en gaf het uitdrukkelijk bevel om te stoppen met deze publieke vete. Op 10 mei 1863 stierf Jackson nadat hij in de nacht van 2 op 3 mei dodelijk gewond raakte na vriendelijk vuur. Luitenant-generaal Richard S. Ewell nam na zijn ziekteverlof het bevel van het Second Corps op zich.

### Gettysburg en de Overlandveldtocht

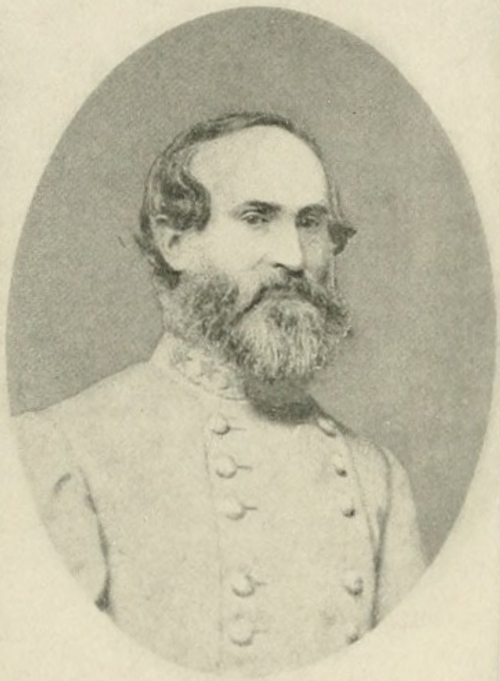
Generaal-majoor Jubal A. Early

Ook tijdens de Gettysburgveldtocht tussen juni en juli 1863 had Early nog steeds het commando over een divisie in het tweede korps van het Army of Northern Virginia. Zijn manschappen slaagden tijdens de Tweede Slag bij Winchester erin om de Noordelijke stellingen te doorbreken. Ze namen veel Noordelijke soldaten krijgsgevangen en opende voor de Zuidelijke hoofdmacht de weg naar de Shenandoahvallei. Early’s divisie kreeg extra cavalerie toegewezen en rukte verder op in oostelijke richting via South Mountian naar Pennsylvania. Daar veroverden ze onderweg grote hoeveelheden aan voorraden en paarden. Op 26 juni nam Early Gettysburg in en eiste losgeld van de stad. Twee dagen later trok hij York County binnen en veroverde York. Opnieuw eiste hij losgeld en ontving 28.000 dollar in cash. Hij vernietigde een ijzersmelterij bij Caledonia die eigendom was van Thaddeus Stevens die een felle tegenstander was van de slavernij. De voorhoede van Early’s divisie stak op 28 juni de Susquehanna over. Twee dagen later diende Early zijn plundertocht te staken en keerde terug naar het hoofdleger zodat Lee de Noordelijke hoofdmacht kon aanvallen.
Op 1 juli 1863 marcheerde Early vanuit noordoostelijke richting naar Gettysburg. Zijn divisie vormde de linkerflank van Zuidelijke leger. Hij versloeg de divisie van brigadegeneraal Francis C. Barlow en dreef de Noordelijken terug door de straten van Gettysburg. Velen van hen werden gevangen genomen. De Noordelijken hergroepeerden zich op Cemetery Hill. Early mocht echter de aanval niet verderzetten van luitenant-generaal Ewell waardoor de Noordelijken de tijd kregen om versterkingen aan te voeren. Toen Early de volgende dag alsnog de toestemming kreeg om aan te vallen, werd deze aanval afgeslagen met veel slachtoffers tot gevolg. Op de derde dag van de veldslag stuurde Early een brigade om de aanval van generaal-majoor Edward Johnson op Culp’s Hill te ondersteunen. Toen de slag verloren was voor de Zuidelijken na de onsuccesvolle aanval van generaal-majoor Pickett trokken ze zich terug op 4 en 5 juli. Tijdens deze Terugtocht van Gettysburg vormden delen van Early’s divisie de achterhoede om de aftocht te dekken.
Zijn divisie overwinterde in de Shenandoahvallei. Hij trad op als plaatsvervanger van Ewell toen die tijdens de winter ziek geworden was. Op 31 mei 1864 werd Early bevorderd tot de tijdelijke rang van luitenant-generaal. Dit werd goedgekeurd door president Jefferson Davis.
Tijdens de Slag in de Wildernis sneuvelde een neef van Early. Hij nam het bevel op zich van het Third Corps toen A.P. Hill uitviel. In de Slag bij Spotsylvania Court House stond Early op het relatief rustige rechterflank. Hill keerde terug om opnieuw de leiding op zich te nemen van het Third Corps. Lee was niet tevreden over de Ewell en verving hem door Early die het Second Corps aanvoerde tijdens de Slag bij Cold Harbor.
Op 11 juni verwoestte de Noordelijke generaal-majoor David Hunter het Virginia Military Institute in Lexington, Virginia en voerde een raid uit op de Shenandoahvallei, die de broodmand van het Zuiden was. Lee stuurde Early en 8.000 soldaten naar Lynchburg. Deze stad was een belangrijk spoorwegenknooppunt en telde verschillende ziekenhuizen voor Zuidelijke patiënten. Met de hulp van John C. Breckinridge, Arnold Elzey, de restanten van de kadetten van het Virginia Military Institute, zieke soldaten die een wapen konden dragen en vele burgers zetten ze de verdediging op rond de stad. Samen met Narcissa Chisholm Owen, de echtgenote van de voorzitter van de Virginia and Tennessee Railroad, lieten ze verschillende treinen heen en weer rijden waardoor de indruk ontstond dat Early vele versterkingen kreeg. Hunter trapte in deze misleiding en trok zich terug naar West Virginia. Early zette de achtervolging in. 3 km buiten Lynchburg werden de Noordelijken ingehaald en werd Hunter definitief verjaagd.

### Shenandoahvallei 1864–1865
Tijdens de Veldtochten in de Shenandoahvallei van 1864 had Early een tijdelijke promotie tot luitenant-generaal gekregen en voerde hij het bevel over het Army of the Valley. Lee stuurde Early’s leger in Noordelijke richting door de vallei. Hij beoogde hiermee Zuidelijk gebied te heroveren, voorraden te veroveren, Washington D.C. te bedreigen en Noordelijke eenheden weg te lokken van het beleg van Petersburg. 
Early verloor kostbare tijd toen hij een kleine Noordelijke strijdmacht onder leiding van Franz Sigel wou vernietigen bij Elk Ridge in Maryland niet ver van Harpers Ferry. Tussen 4 en 6 juli gaf hij zijn soldaten de nodige rust terwijl ze genoten van buitgemaakte Noordelijke voorraden. Hoewel zijn voorhoede de buitenwijken van Washington bereikte toen de stad vrijwel niet verdedigd was, kon hij de vijandelijke hoofdstad niet aanvallen. Hij was te druk bezig met het afpersen van geld in Hagerstown en Frederick in Maryland. De inwoners van Frederick betaalden 200.000 dollar om te voorkomen dat hun stadje platgebrand werd. Later diezelfde maand zou Early proberen om losgeld te eisen van Cumberland en Hancock. Chamberburg werd in de as gelegd omdat ze niet genoeg geld hadden om aan de Zuidelijke eisen te voldoen.
Ondertussen stuurde generaal Ulysses S. Grant twee divisies van het VI Corps naar generaal-majoor Lew Wallace om de spoorwegen rond Washington D.C. te beschermen. Wallace kon met zijn 5.800 soldaten Early een volledige dag tegenhouden bij Monocacy Junction. Hierdoor wonnen de Noordelijken kostbare tijd om de verdediging van de hoofdstad te versterken. Early’s invasie veroorzaakte veel paniek in Washington en Baltimore. Hij stuurde ook een cavalerie-eenheid onder leiding van brigadegeneraal John McCausland naar de regio’s ten westen van Washington. Early besefte dat hij te weinig soldaten had om de vijandelijke hoofdstad in te nemen en beperkte zich nog tot enkele schermutselingen bij Fort Stevens en Fort DeRussy.
Op 13 juli trok Early zich terug met zijn buit over de Potomac naar Leesburg, Virginia. Daarna trok hij in westelijke richting naar de Shenandoahvallei en versloeg op 24 juli een Noordelijke strijdmacht onder leiding van brigadegeneraal George Crook bij Kernstown. In de maand augustus viel Early’s cavalerie de Baltimore and Ohio spoorweg aan met de bedoeling om de aanvoerlijnen van de Noordelijken te verstoren.
Tegen het einde van juli stuurde Early cavalerie onder leiding van McCausland en Bradley Tyler Johnson op strooptocht over de Potomac. Op 30 juli werden 500 gebouwen in de as gelegd in Chambersburg als wraak op de vernietiging van het Virginia Military Institute door Morgan. Ook vernietigde Early de enige brug over de Susquehanna in de regio. Dit bemoeilijkte niet alleen de handel maar ook de Noordelijke troepenverplaatsingen. De Noordelijke cavalerie onder leiding van brigadegeneraal William W. Averell verdreven de Zuidelijken opnieuw over de Potomac. Ze verloren veel manschappen bij Moorefield op 7 augustus.
Grant was er zich ten volle van bewust dat Early nog altijd een dreiging vormde voor Washington. Ook ondervonden de Noordelijken problemen met de raids van kolonel John S. Mosby. Grant gaf de opdracht aan generaal-majoor Philip Sheridan om enerzijds de Zuidelijken te verjagen en anderzijds om de strijd op hun terrein verder te zetten. Met een overmacht van 3 tegen 1 versloeg Sheridan Early in drie veldslagen. Sheridan brandschatte de Shenandoahvallei om de aanvoerlijnen van het Zuidelijke leger te vernietigen. Op 19 september 1864 verloor Early de Derde Slag bij Winchester nadat hij het Noordelijke opslagdepot bij Martinsburg had vernietigd. Hij verloor meer dan 40% van zijn soldaten en verschillende officieren sneuvelden (Robert Rodes en A.C. Godwin) of raakten gewond zoals generaal-majoor Fitz Lee. John C. Breckinridge werd naar zuidwestelijk Virginia gestuurd. De Zuidelijken zouden Winchester nooit meer heroveren. Op 21 en 22 september viel Strasburg nadat Sheridan de Slag bij Fisher's Hill had gewonnen. Hierbij verloor Early ook al zijn artillerie en meer dan 2.000 soldaten. Early kon nog een laatste keer schitteren toen zijn troepen op 19 oktober 1864 twee derde van de Noordelijke soldaten op de vlucht deed slaan tijdens de Slag bij Cedar Creek. Hij kon deze overwinning niet verzilveren. Enerzijds waren zijn soldaten te moe en te hongerig en anderzijds had zijn eigen weifelend optreden ervoor gezorgd dat Sheridan zijn troepen opnieuw kon groeperen.
Hoewel Early erin geslaagd was om duizenden Noordelijke soldaten bezig te houden zodat deze niet ingezet konden worden bij Richmond en Peterburg, verloor hij alle geloofwaardigheid bij politici en zijn eigen soldaten. Lee liet eind november vrijwel alle overgebleven eenheden terugkeren naar het Army of Northern Virginia. Early had slechts één infanteriebrigade en enkele cavalerie-eenheden, onder leiding van Lunsford L. Lomax, over om de Shenandoahvallei te beschermen. Op 2 maart 1865 werd deze strijdmacht vrijwel volledig vernietigd door Sheridan bij Waynesboro. Early verloor alle artillerie en voorraden. Vrijwel alle Zuidelijke soldaten werden gevangen genomen. Early kon net ontsnappen aan gevangenschap. Samen met zijn neef Peter Hairston en enkele stafofficieren kwam hij uiteindelijk aan in Petersburg.
Lee weigerde om Early het commando over het Second Corps terug te geven. Hij kreeg te horen dat hij naar huis moest gaan en daar wachten op nieuwe orders. Uiteindelijk werd Early ontgeven van zijn commando op 30 maart 1865 en speelde hij geen verdere rol meer in de oorlog.

## Latere jaren

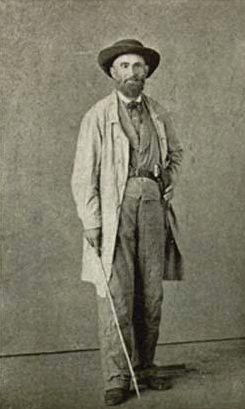
Generaal Early vermomd als landbouwer toen hij naar Mexico vluchtte in 1865

Na de capitulatie van het Army of Northern Virginia op 9 april 1865 vluchtte Early naar Texas. Vandaar reisde hij door naar Mexico en via Cuba belandde hij uiteindelijk in de toenmalige Provincie Canada. Hij woonde in Toronto en schreef met de financiële steun van zijn vader en oudere broer een boek over zijn ervaringen tijdens het laatste jaar van de oorlog met de titel A Memoir of the Last Year of the War for Independence, in the Confederate States of America. Het boek werd gepubliceerd in 1866. Het was de eerste publicatie van een general-majoor die had meegevochten in de oorlog. De rest van zijn leven zou Early een fervent voorstander blijven van de Zuidelijke zaak die zou kristalliseren in de Lost Cause of the Confederacy-beweging.
President Andrew Johnson vaardigde in 1869 een algemene amnestie uit voor de vele Zuidelijke protagonisten. Early bleef echter een "unreconstructed rebel” in hart en nieren. Hij droeg voor de rest van zijn leven grijze kleren die deden denken aan de Zuidelijke uniformen. Hij keerde terug naar Lyncburg waar hij opnieuw een advocatenkantoor opende. Zijn vader overleed in 1870 en de moeder van zijn vier kinderen huwde het jaar erop met een andere man. 

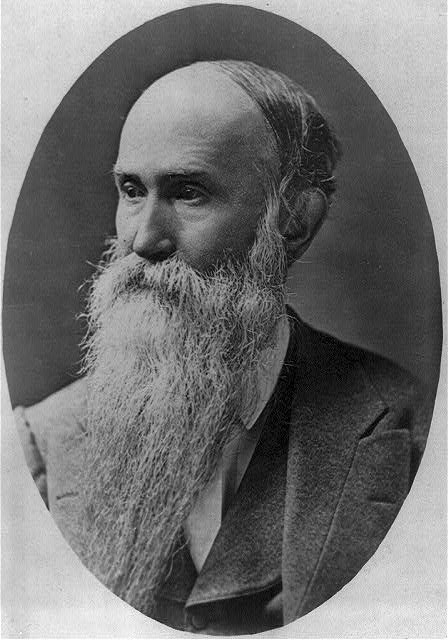
De oudere Early

In zijn laatste levensjaren was Early een aanhanger van de Blanke suprematie en een fel tegenstander van het abolitionisme. Hij uitte ook zware kritiek op zijn medegeneraals die voor verzoening waren tussen Noord en Zuid zoals luitenant-generaal James Longstreet en omschreef hij generaal en later president Ulysses S. Grant als een "slager."
In 1873 werd Early voorzitter van de Southern Historical Society. Ook werd hij voorzitter van de Lee monument association en de association of the Army of Northern Virginia. Samen met P.G.T. Beauregard vertegenwoordigde hij de Louisiana Lottery. Hij hield er ook een uitgebreide correspondentie op na met de voormalige Zuidelijke president Jefferson Davis.

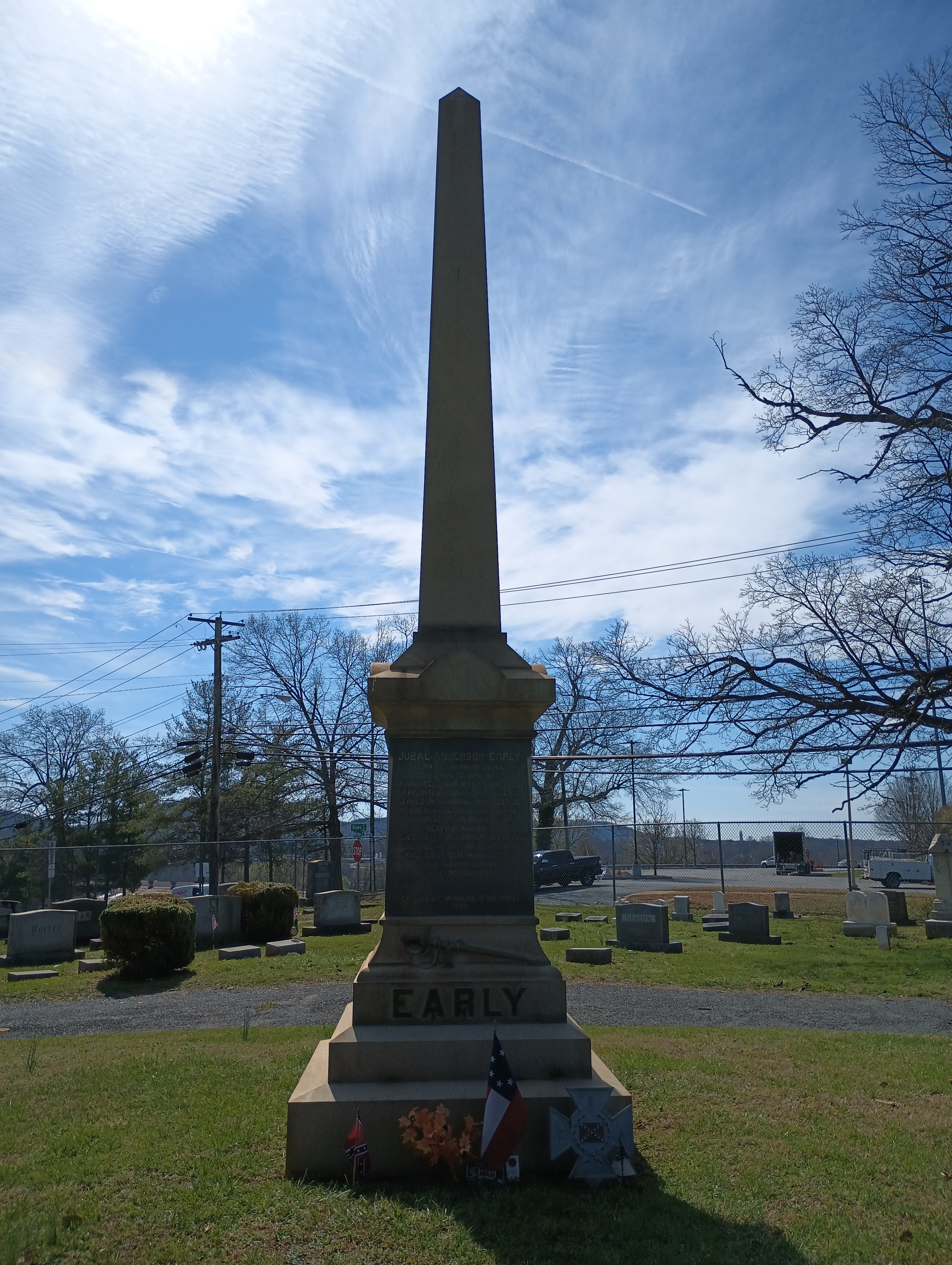
Early's begraafplaats in de Spring Hill Cemetery in Lynchburg.

Op 15 februari 1894 struikelde en viel Early op de granieten trap van het postkantoor in Lynchburg. Hij overleed op 2 maart 1894 in aanwezigheid van senator John Warwick Daniel. Een exacte doodsoorzaak werd nooit officieel opgegeven. Tijdens zijn begrafenis hingen de vlaggen in Virginia halfstok en kreeg hij een eresaluut van 36 kanonschoten. Een eregarde van kadetten uit de Virginia Military Institute en 300 Zuidelijke veteranen en lokale militietroepen begeleidden zijn kist naar de St. Pauluskerk in Lynchburg. Na de misviering werd zijn stoffelijk overschot bijgezet in het Spring Hill Cemetery in Lynchburg.

## Militaire loopbaan
- Second Lieutenant (USA): 1837
- First Lieutenant (USA):
- Captain (USA):
- Major (USA): 1846-1848
- Brigadier General: juli 1861 (CSA)
- Major General (CSA): 17 januari 1863
- Tijdelijk Lieutenant General (CSA): 31 mei 1864